# Diócesis de Kamloops
La diócesis de Kamloops (en latín: Dioecesis Kamloopsen(sis) y en inglés: Roman Catholic Diocese of Kamloops) es una circunscripción eclesiástica latina de la Iglesia católica en Canadá, sufragánea de la arquidiócesis de Vancouver. La diócesis tiene al obispo Joseph Phuong Nguyen como su ordinario desde el 1 de junio de 2016.

## Territorio y organización
La diócesis tiene 120 000 km² y extiende su jurisdicción sobre los fieles católicos de rito latino residentes en parte de la provincia de Columbia Británica.
La sede de la diócesis se encuentra en la ciudad de Kamloops, en donde se halla la Catedral del Sagrado Corazón.
En 2019 en la diócesis existían 24 parroquias.

## Historia
La diócesis fue erigida el 22 de diciembre de 1945 con la bula Quae rei sacrae del papa Pío XII, obteniendo el territorio de la arquidiócesis de Vancouver.

## Estadísticas
De acuerdo al Anuario Pontificio 2020 la diócesis tenía a fines de 2019 un total de 61 000 fieles bautizados.
| Año                                                                             | Población            | Población | Población      | Sacerdotes | Sacerdotes    | Sacerdotes    | Bautizados por sacerdote | Diáconos permanentes | Religiosos | Religiosos | Parroquias |
| Año                                                                             | Bautizados católicos | Total     | % de católicos | Total      | Clero secular | Clero regular | Bautizados por sacerdote | Diáconos permanentes | Varones    | Mujeres    | Parroquias |
| ------------------------------------------------------------------------------- | -------------------- | --------- | -------------- | ---------- | ------------- | ------------- | ------------------------ | -------------------- | ---------- | ---------- | ---------- |
| 1950                                                                            | 8800                 | 60 000    | 14.7           | 23         | 9             | 14            | 382                      |                      | 20         | 35         | 10         |
| 1965                                                                            | 17 000               | 123 000   | 13.8           | 26         | 13            | 13            | 653                      |                      | 14         | 51         | 13         |
| 1970                                                                            | 19 000               | 135 000   | 14.1           | 15         | 13            | 2             | 1266                     |                      | 7          | 45         | 13         |
| 1976                                                                            | 27 000               | 132 260   | 20.4           | 25         | 14            | 11            | 1080                     |                      | 17         | 45         | 20         |
| 1980                                                                            | 27 800               | 136 000   | 20.4           | 31         | 18            | 13            | 896                      |                      | 20         | 48         | 21         |
| 1990                                                                            | 37 000               | 237 000   | 15.6           | 25         | 13            | 12            | 1480                     | 1                    | 17         | 34         | 25         |
| 1999                                                                            | 36 500               | 400 000   | 9.1            | 23         | 12            | 11            | 1586                     | 1                    | 15         | 18         | 29         |
| 2000                                                                            | 36 500               | 400 000   | 9.1            | 24         | 12            | 12            | 1520                     | 2                    | 16         | 18         | 29         |
| 2001                                                                            | 36 500               | 400 000   | 9.1            | 25         | 14            | 11            | 1460                     | 2                    | 15         | 17         | 29         |
| 2002                                                                            | 36 500               | 400 000   | 9.1            | 25         | 15            | 10            | 1460                     | 1                    | 15         | 15         | 29         |
| 2003                                                                            | 47 000               | 400 000   | 11.8           | 25         | 14            | 11            | 1880                     | 1                    | 14         | 15         | 29         |
| 2004                                                                            | 47 000               | 400 000   | 11.8           | 25         | 15            | 10            | 1880                     | 1                    | 13         | 15         | 29         |
| 2006                                                                            | 51 900               | 408 000   | 12.7           | 22         | 14            | 8             | 2359                     | 1                    | 11         | 15         | 25         |
| 2011                                                                            | 51 435               | 404 435   | 12.7           | 19         | 14            | 5             | 2707                     |                      | 7          | 17         | 24         |
| 2013                                                                            | 57 600               | 413 300   | 13.9           | 22         | 17            | 5             | 2618                     |                      | 6          | 13         | 24         |
| 2016                                                                            | 58 870               | 425 623   | 13.8           | 20         | 16            | 4             | 2943                     |                      | 7          | 10         | 24         |
| 2019                                                                            | 61 000               | 441 400   | 13.8           | 19         | 16            | 3             | 3210                     | 2                    | 3          | 6          | 24         |
| Fuente: Catholic-Hierarchy, que a su vez toma los datos del Anuario Pontificio. |                      |           |                |            |               |               |                          |                      |            |            |            |

## Episcopologio
- Edward Quentin Jennings † (22 de febrero de 1946-14 de mayo de 1952 nombrado obispo de Fort William)
- Michael Alphonsus Harrington † (27 de agosto de 1952-1 de agosto de 1973 falleció)
- Adam Joseph Exner, O.M.I. (16 de enero de 1974-31 de marzo de 1982 nombrado arzobispo de Winnipeg)
- Lawrence Sabatini, C.S. (30 de septiembre de 1982-2 de septiembre de 1999 renunció)
  - Sede vacante (1999-2002)
- David John James Monroe (5 de enero de 2002-1 de junio de 2016 retirado)
- Joseph Phuong Nguyen, desde el 1 de junio de 2016